# Habrocerinae
Habrocerinae zijn een onderfamilie uit de familie van de kortschildkevers (Staphylinidae). 